# Desesperadamente Enamorado (canção)
"Desesperadamente Enamorado" é uma canção romântica composta pelo cantor e músico argentino Paz Martínez, nome artístico de Norberto Alfredo Gurvich.
Foi gravada originalmente em 1997 pelo cantor e compositor espanhol Jordi e escolhida como faixa título de seu álbum de estreia
Desesperadamente Enamorado, lançado em 14 de julho do mesmo ano. Produzida pelo próprio pai de Jordi, o cantor e músico espanhol Dyango, "Desesperadamente Enamorado" foi lançada pela Fonovisa Records, como o primeiro single do álbum e também da carreira de Jordi, em julho de 1997. A canção obteve grande sucesso, entrando para as paradas musicas da revista norte-americana Billboard, alcançando a posição número #2 nos charts Latin Pop Airplay, e Hot Latin Songs, encerrando o ano nas posições números #2 e #9 nos respectivos charts. Como resultado do sucesso, "Desesperadamente Enamorado" recebeu várias regravações com o passar dos anos, inclusive do seu próprio autor Paz Martínez, para seu álbum Historia: Grandes Éxitos... Hoy, que reuniu os grandes sucessos de sua carreira como intérprete e como compositor. Entre os inúmeros covers da canção, estão duas versões em português no Brasil. A primeira foi gravada em 1998 pela dupla sertaneja Guilherme & Santiago, com o título "Desesperadamente Apaixonado", e a segunda foi gravada em 2000 pelo cantor José Augusto, com o título "Apaixonado".
A canção foi incluída na trilha sonora de duas telenovelas: em Marparaíso, produzida no Chile em 1998, e também na abertura de Amada enemiga, produzida no México em 1997, sendo esta apenas na versão exibida nos Estados Unidos pela Univision.
Em 1997, foi gravado o videoclipe oficial de "Desesperadamente Enamorado" por Jordi, que recebeu uma indicação ao Premio Lo Nuestro de música latina nos Estados Unidos, em 14 de maio de 1998, na categoria Video of the Year (Vídeo do Ano). Jordi também foi indicado pelo mesmo prêmio na categoria New Pop Artist of the Year (Novo Artista Pop do Ano), na qual foi o grande vencedor.
Mesmo possuindo vários covers, a versão original de "Desesperadamente Enamorado" por Jordi é a mais conhecida no mundo.

## Versão original de Jordi (1997)

### Videoclipe Oficial
A canção possui um videoclipe indicado ao Premio Lo Nuestro. Pode ser assistido em Jordi - Desesperadamente Enamorado (Videoclipe Oficial) HQ no YouTube.

### Posições nos Charts
| Chart (1997)                         | Posição de pico |
| ------------------------------------ | --------------- |
| Hot Latin Songs (Billboard)          | 2               |
| Latin Airplay (Billboard)            | 2               |
| Latin Pop Airplay (Billboard)        | 2               |
| Regional Mexican Airplay (Billboard) | 9               |
| Tropical Airplay (Billboard)         | 10              |

| Chart (1997)                     | Posição |
| -------------------------------- | ------- |
| Hot Latin Pop Tracks (Billboard) | 2       |
| Hot Latin Tracks (Billboard)     | 9       |

### Prêmios e Indicações
| Ano  | Prêmio e Categoria                                     | Indicação                                                   | Resultado | Ref    |
| ---- | ------------------------------------------------------ | ----------------------------------------------------------- | --------- | ------ |
| 1998 | Premio Lo Nuestro for Video of the Year (Vídeo do Ano) | Jordi - "Desesperadamente Enamorado" (videoclipe da canção) | Indicado  | [ 20 ] |

### Trilhas Sonoras
| Ano  | Telenovela    | País de origem | Emissora                 | Tema do(s) personagem(ns)                                   |
| ---- | ------------- | -------------- | ------------------------ | ----------------------------------------------------------- |
| 1997 | Amada enemiga | México         | Las Estrellas (Televisa) | tema de abertura (apenas nos Estados Unidos pela Univision) |
| 1998 | Marparaíso    | Chile          | Canal 13                 | Camila (Alejandra Herrera) e Sebastián (Jorge Zabaleta)     |

### Créditos
- Compositor: Paz Martínez (Norberto Alfredo Gurvich)[2][3]
- Editora: Teddy Sound [2]
- Produtor: Dyango [2][4]
- Engenheiro de produção: Federico Ehrlich [2]
- Arranjos e direção musical: Jose Mas "Kitflus" [2]
- Engenheiros de gravação: Joan Sorribas (Barcelona), Benny Faccone (Los Angeles), Federico Ehrlich (Los Angeles)[2]
- Engenheiro de mistura: Benny Faccone [2]

## Versões Cover
Todas as versões cover de "Desesperadamente Enamorado" são facilmente encontradas no YouTube e nas plataformas de streaming:
- Em outubro de 1997, após a gravação de Jordi, o cantor cubano Ley Alejandro regravou a canção em seu álbum de estreia Gracias.[24]
- Em 1998, o conjunto mexicano Kaos regravou a canção em seu álbum Kaos '98.[25][26]
- Em 1998, o cantor peruano Wilmer Cartagena regravou a canção em seu álbum Wilmer Cartagena y Su Orquesta.[27][28]
- Em 1998, o conjunto colombiano Grupo La Clave regravou a canção em seu álbum Robando Corazones.[29][30]
- Em 1998, o conjunto NG La Banda de Uruguay regravou a canção em seu álbum La Banda Ganadora.[31]
- Em 1999, a dupla Guilherme & Santiago gravou uma versão em português chamada "Desesperadamente Apaixonado", no álbum Volume 3.[16]
- Em 2000, o cantor brasileiro José Augusto gravou uma outra versão em português chamada "Apaixonado", em seu álbum José Augusto.[17]
- Em 2001, o cantor mexicano Jery Polanco regravou a canção nas coletâneas Bachatas a Puro Dolor,[32] e La Historia de la Bachata.[33]
- Em 2003, o cantor dominicano Mickey Taveras regravou a canção em seu álbum Sigo Siendo Romántico: Grandes Éxitos de la Bachata.[34]
- Em 2006, o cantor mexicano Rey Nardo regravou a canção em seu álbum Bachata Romance.[35]
- Em 2007, a canção foi regravada por seu próprio autor Paz Martínez, para seu álbum Historia: Grandes Éxitos... Hoy.[15]
- Em 2009, o cantor Sergio López Vallet regravou a canção em seu álbum SLV Amor Infinito.[36]
- Em 2010, o conjunto espanhol Orquesta Armonía Show regravou a canção em seu álbum Latin Tropical 3.[37]
- Em 2011, o conjunto Marconi, com participação do ator Alejandro de la Madrid,[carece de fontes?] regravou a canção no álbum de estreia Marconi.[38]
- Em 2011, o conjunto La Tentación regravou a canção no álbum Dulce Pasión.[39]
- Em 2012, o cantor mexicano Luis Antonio regravou a canção com La Banda Piton no álbum En Tu Pelo.[40]
- Em 2012, o conjunto mexicano Reto Calentano regravou a canção em seu álbum Déjate Conquistar.[41]
- Em 2015, o cantor Wilborth Quinto regravou a canção como um single.[42]
- Em 2016, o cantor porto-riquenho Rafy Arroyo regravou a canção em seu primeiro álbum solo Fui Yo.[43]
- Em 2017, o cantor mexicano Luis Márquez regravou a canção em seu EP Tu Universo.[44]
- Em 2018, Wilmer Cartagena regravou novamente a canção, vinte anos depois, desta vez em seu álbum Infidelidad: Salsa Peruana.[45]

## Versão de Guilherme & Santiago (1999)
"Desesperadamente Apaixonado" é o título de uma canção gravada por Guilherme & Santiago em 1999 no álbum Guilherme & Santiago - Vol. 3. Esta canção é, na verdade, uma versão em português do grande sucesso latino-espanhol "Desesperadamente Enamorado", do cantor espanhol Jordi. Foi composta originalmente pelo músico argentino Paz Martínez, nome artístico de Norberto Alfredo Gurvich. A letra em português foi escrita pelos próprios Guilherme & Santiago e pelo compositor Piska. "Desesperadamente apaixonado" está entre os sucessos da dupla e foi interpretada novamente no álbum É Pra Sempre Te Amar - Ao Vivo, em um medley.